# エフエムあまがさき

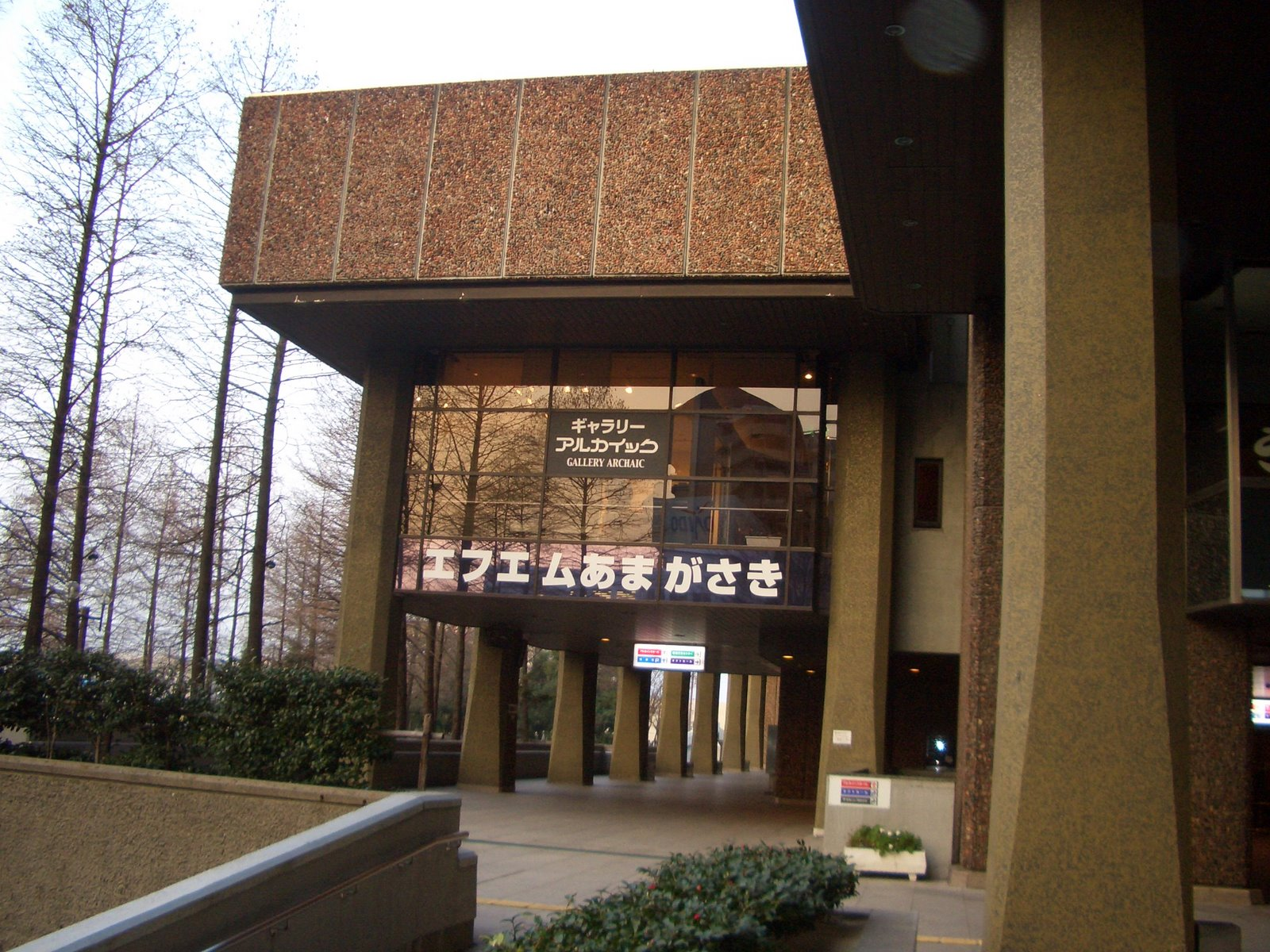
エフエムあまがさき

みんなのあま咲き放送局（みんなのあまさきほうそうきょく）は、兵庫県尼崎市の一部地域を放送区域として超短波放送（FM放送）をする特定地上基幹放送事業者である一般社団法人みんなのあま咲き放送局が保有する特定地上基幹放送局の呼出名称である。
2023年3月までは、公益財団法人尼崎市文化振興財団が「エフエムあまがさき」および「FM aiai（エフエムあいあい）」の愛称でコミュニティ放送を行っていたが、現事業者がその免許を継承し、2023年10月2日から新体制での放送を開始した。

## 概要
1996年（平成8年）開局。当初の免許人は株式会社エフエムあまがさき。2009年（平成21年）4月に財団法人尼崎市総合文化センター（2012年 (平成24年) 4月に公益財団法人に移行）が免許人の地位を承継。2018年（平成30年）4月に公益財団法人尼崎市文化振興財団に名称変更。
番組は自社制作番組中心で編成。24時間放送を行っていた。
JCBA（日本コミュニティ放送協会）に加盟していたほか、地域ラジオネットワーク連絡会（ラジネットひょうご）にも加盟していた。
お笑いコンクール「新人お笑い尼崎大賞」を主催。
2022年6月、尼崎市は市文化振興財団への業務委託を2022年度で打ち切ることを決定した。同財団は事業の継続は困難と判断し、2023年2月に総務省に無線局の廃止の届出を行い、2023年3月31日で閉局することになった。
上記の経緯を受け、パーソナリティ有志らが「一般社団法人みんなのあま咲き放送局」を2022年10月に設立。2023年8月に近畿総合通信局より免許譲渡の許可を得て、同年10月2日に開局した。
新法人はラジネットひょうごに加盟している一方、JCBAには未加盟である。

## 沿革
- 1973年（昭和48年）3月31日 - 財団法人尼崎市総合文化センター設立。
- 1996年（平成8年）
  - 8月8日 - 株式会社エフエムあまがさき設立。
  - 10月16日 - エフエムあまがさきが放送局（現・特定地上基幹放送局）の免許取得。
  - 10月26日 - 開局。
- 2009年（平成21年）
  - 3月31日 - 株式会社エフエムあまがさき事業終了。
  - 4月1日 - 尼崎市総合文化センターが放送局の免許人の地位を承継。
- 2012年（平成24年）4月1日 - 尼崎市総合文化センターが公益財団法人へ移行。
- 2022年（令和4年）10月22日 - 一般社団法人みんなのあま咲き放送局設立。
- 2023年（令和5年）
  - 3月31日 - 尼崎市文化振興財団によるエフエムあまがさきの放送を終了[1][4]。
  - 8月20日 - みんなのあま咲き放送局に免許譲渡。
  - 10月2日 - みんなのあま咲き放送局が開局[3]。
- 2024年（令和6年）6月6日 - FM++での配信開始。

## 番組

### みんなのあま咲き放送局
★印は、生放送番組。
- ★あま咲きモーニング（月 - 金 9:00 - 11:00）
  - 9時台　「あま天（天気予報）・みんなのコープ」
  - 月曜ナビゲーター：choco
  - 10:00 - おいしいタイム（月）
  - 火曜ナビゲーター：武田康子
  - 9:45 - 警察署だより、10:00 - 花子の商店街こぼれ話（火）
  - 水曜ナビゲーター：牧野篤史
  - 10:00 - さきまるラジオ（第1・3水曜）
  - 木曜ナビゲーター：水品あかり
  - 10:30 - もぐもぐあかりん!
  - 金曜ナビゲーター：三宅奈緒子
  - 10:00 - あま咲き防災ラボ（金）
- ★あつまれ!あまびとたち!（月 - 金 12:00 - 13:00、再放送：土・日 14:00 - 19:00※今週分を一挙放送）
  - 尼崎市民がパーソナリティとなり日替わり放送。
- ★あま咲きアフタヌーンゾーン（月 - 金 13:00 - 16:00）
  - ★（水）13:00 - 14:00 Be In Voicesのアッペラカイ!
  - （月 - 金）14:00 - 15:00、土・日曜 9:00 - 14:00※アーカイブ放送 うりラジ!※神戸大学放送制作委員会制作
  - 15時台 月曜日
  - ★（第1週）あまBEATクリニック
  - ★（第2週）にが⭐︎レコ
  - ★（第3週）OXALA（オシャラ）Football Time!!
  - ★（第4週）サボテンミュージックチャンネル
  - ★（第1・3週木曜）田中大晴の今日もハレバレ!
- あま咲きイブニングゾーン（月 - 金 16:00 - 19:00）
  - （第1週火曜）16:00 - 17:00・再放送：第1週土曜 19:00 - 20:00 あま活倶楽部
  - （第2週火曜）17:00 - 17:30 尼北ラジオ〜After school〜、18:00 - 19:00 hinataとimaiの火曜に歌謡
  - （第3火曜）16:00 - 17:00・再放送：第3土曜 19:00 - 20:00 聴くAGMC、17:00 - 17:30・再放送：第3金曜 21:00 - 21:30 煩悩アルコレディオ
  - （第1・3週水曜）16:00 - 19:00 「神井花音の3時間」
  - 16:00 - 17:00 あまラジ! with 牧野篤史
  - 17:00 - 18:00 LIVE LIVE LIFE!!
  - 18:00 - 19:00 呑んさんNight
  - （第3週木曜）16:00 - 17:00 しげちゃんとキャサリンのチョット聴いてよいい話
  - 17:30 - 18:15 出てこい!トングマン
  - 18:15 - 19:00 カトタテラジオ
  - （第4週木曜）17:00 - 19:00・再放送：第4週土曜 19:00 - 21:00 しゃちょーずのラジオミーティング!
- ★みやけなおこのあま咲きワールド（金 16:00 - 19:00）
  - ナビゲーター：三宅奈緒子
  - 16:30 - こちら阪神南県民センターです
  - 17時台（不定期）
  - みやけなおこと尼人達
  - （第3週）17:40 - 顔晴れ!あまっ子応援団
  - 18:15 - こんあん取材しましてん!
- あま咲きstand
  - DJ MASAKIのドラマシアター（第1月月曜 19:00 - 19:30）
  - リト志とメリア今夜は帰さNight（第1月曜 19:30 - 20:00）
  - おしゃべりスターライト（第1火曜 19:00 - 19:30）
  - シカヘルラジオ（第1火曜 19:30 - 20:00）
  - Re:サターンラジオU（第1水曜 19:00 - 19:15）
- さんたすさんの虹色（第3木曜 19:00 - 19:30）
- 丁寧なラジオ（第3木曜 22:00 - 23:00） - KOH-GEN RECORDSから放送
- お笑い行政radio（第1金曜 19:00 - 19:30・再放送：土・日 8:30 - 9:00）
- 稲崎エマ・パッション長岡のライフハックフィロソフィー（金 20:00 - 20:30）
- 詩に恋するイマジニア（第3金曜 20:30 - 21:00）
- ラジオネットひょうご（日・19:00 - 19:15）
- あま咲き Night Breeze※フォークソング・歌謡曲を中心に（夜 - 早朝）

### FM aiai時代
下記の番組以外は他局から番組をネットするか、『music break』としてフィラー放送を行っていた。
2011年4月に行われた改編で大きくDJの入れ替えが行われた他、平日のお昼がアーティストで固められた。
- モーニングアベニュー（月-金・9:00 - 11:50）
- 尼崎市民の歌“ああ尼崎市民家族“（月 - 金 11:56 - 12:00）
- コーデBOX!（月 - 木 13:00 - 16:00）
- 昭和通二丁目ラジオ（月 - 木 16:15 - 18:55）
- LAILHA'S RADIO STATION（月 12:00 - 12:45）
- ミチコ的レーディオ!（火 12:00 - 12:45）
- ティニウィニのラジドラ!（火 20:00 - 20:30）
- ランチタイムモンスター（水 12:00 - 12:45）
- 中田一歩の@ippo ver.2.0（水 19:20 - 20:00）
- 8時だよ!神さま仏さま（水20:00 - 20:30） - のちに休止。
- あまゆーずの森の中のハミング（木・12:00 - 12:45）
- 槌谷知佳のシンガーソンガーになりたくて（金 12:00 - 12:45）
- わした島琉球（ウチナー）（金・13:00 - 13:30）
- 親子すくすくラジオ（金 13:30 - 14:00）
- みやけなおこの♡あいあいワールド（金 15:00 - 18:55）
- Cooley's Ber（金 19:20 - 20:00）
- つかしんmusic radio（土 10:00 - 11:00）
- AMA ROCK（土 11:00 - 12:55）
- Mr.マイクのなんくるなるやん（土 15:00 - 15:30）
- Ama-Navi Weekend（土・日 15:30 - 18:55）
- aiai Artist Collection（土 19:20 - 20:00）
- 芸短リビング SeasonⅣ（土 20:00 - 21:00）
- ゆりやんレトリィバァのユリヤンスタジオランド（土 23:00 - 23:15）
- Reフレッシュ（日 11:00 - 12:55）
- たきみワールド～尼崎にパワーを!～（木 22:00 - 22:30）
- HAPPY 19BOX‼（日 19:00 - 19:15）
- フェニコレ（日 19:15 - 19:30）
- ちょっと聞いてよ!耳よりラジオ（日 19:30 - 19:45）
- ミライラジヲ（日 23:00 - 24:00）
- 三番実験室（日 24:00 - 25:00）
- aiai Mornig Classic（月 - 金 5:00 - 7:53、土・日 5:00 - 10:53）
- 夜のMUSIC BREAK（月・水 22:00 - 5:00、火 20:30 - 5:00、木、金 22:30 - 5:00、土 23:15 - 5:00、日 1:00 - 5:00）
  - 月：J-POP、火：フォークソング、水：アニメソング、木：JAZZ、金：演歌、土：洋楽、日：ブラスサウンド

以下は、尼崎市提供の広報番組である。
- みんなの尼崎情報局（月 - 金 7:45 - 8:00・12:45 - 13:00・16:00 - 16:15）
- AMAGASAKI TOWN GUIDE （月 - 土 19:00 - 19:20、在日外国人向け情報番組） 
  - 月：中国語、火：韓国語、水：ポルトガル語、木：スペイン語、金：ベトナム語、土：英語
- 声の広場 （土・日 17:00 - 17:30）
- ラジネットひょうご （日 9:45 - 10:00、ラジネットひょうご加盟各局の共同制作番組）